# パーキマンス郡 (ノースカロライナ州)
パーキマンス郡（パーキマンスぐん、英: Perquimans County、 [pɜːrˈkwɪmæns]) ）は、アメリカ合衆国ノースカロライナ州の北東部に位置する郡である。2010年国勢調査での人口は13,453人であり、2000年の11,368人から18.3%増加した。郡庁所在地はハートフォード市（人口2,143人）であり、同郡で人口最大の都市でもある。
パーキマンス郡は1668年にアルベマール郡（現在は廃郡）の1地区として設立され、1739年のアルベマール郡廃郡と共に、郡になった。郡名はパーキマンス族インディアンから採られた。
パーキマンス郡はエリザベスシティ小都市圏に属している。
ハーベイポイント防衛試験行動施設が郡内にある。

## 地理
アメリカ合衆国国勢調査局に拠れば、郡域全面積は329平方マイル (852 km2)であり、このうち陸地247平方マイル (640 km2)、水域は82平方マイル (212 km2)で水域率は24.86%である。

### 主要高規格道路
- アメリカ国道17号線
- ノースカロライナ州道37号線

### 隣接する郡
- パスクォタンク郡 - 東
- チョウォーン郡 - 南西
- ゲイツ郡 - 北西

## 人口動態
以下は2010年の国勢調査による人口統計データである。（　）内は2010年データである。
| 基礎データ - 人口: 11,368人 (13,453人) - 世帯数: (4,645 世帯) - 家族数: (3,376 家族) - 人口密度: 18人/km2（46人/mi2） 人種別人口構成 - 白人: (72.1%) - アフリカン・アメリカン: (24.9%) - ネイティブ・アメリカン: (0.3%) - アジア人: (0.3%) - 太平洋諸島系: (0.0%) - その他の人種: (1.2%) - 混血: (1.3%) - ヒスパニック・ラテン系: (2.1%) | 年齢別人口構成 - 18歳未満: 23.0% - 18-24歳: 6.8% - 25-44歳: 24.4% - 45-64歳: 26.6% - 65歳以上: 19.3% - 年齢の中央値: 42歳 - 性比（女性100人あたり男性の人口） - 総人口: 91.3 - 18歳以上: 87.5 世帯と家族（対世帯数） - 18歳未満の子供がいる: 28.2% - 結婚・同居している夫婦: 56.5% - 未婚・離婚・死別女性が世帯主: 12.6% - 非家族世帯: 27.3% - 単身世帯: 24.1% - 65歳以上の老人1人暮らし: 11.9% - 平均構成人数 - 世帯: 2.42人 - 家族: 2.86人 | 収入と家計 - 収入の中央値 - 世帯: 29,538米ドル - 家族: 35,212米ドル - 性別 - 男性: 27,251米ドル - 女性: 18,728米ドル - 人口1人あたり収入: 15,728米ドル - 貧困線以下 - 対人口: 17.9% - 対家族数: 13.9% - 18歳未満: 27.2% - 65歳以上: 15.8% |

## 都市と町

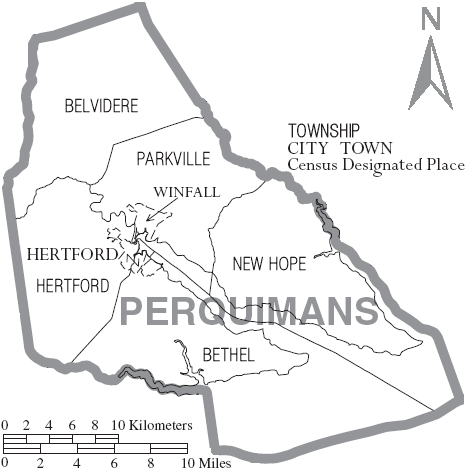
パーキマンス郡の自治体と郡区

- ハートフォード - 郡庁所在地
- ウィンフォール

### 未編入の町
- ベルビディア

## 教育
- パーキマンス郡教育学区

## 著名な出身者
- キャットフィッシュ・ハンター - メジャーリーグベースボール選手。オークランド・アスレティックス（1965年 - 1974年）とニューヨーク・ヤンキース（1975年 - 1979年）で通算224勝を挙げた。アメリカ野球殿堂入り
- ウルフマン・ジャック - ラジオのパーソナリティ。晩年をパーキマンス郡で過ごした